# Con Murphy
Pour les articles homonymes, voir Murphy.
Pas d'image ? Cliquez ici

b Matchs officiels uniquement.
Cornelius Joseph Murphy dit Con Murphy, né le 19 septembre 1914 à Dublin et mort le 9 avril 2002, est un joueur de rugby à XV qui joue avec l'équipe d'Irlande de 1939 à 1947 évoluant au poste d'arrière. Il en a été le capitaine. 

## Biographie
Con Murphy obtient sa première cape internationale le 11 février 1939 avec l'équipe d'Irlande à l'occasion d'un match contre l'équipe d'Angleterre dans le cadre du Tournoi britannique de rugby à XV 1939. Il joue son dernier match international le 8 février 1947 également contre l'Angleterre dans le cadre du Tournoi des Cinq Nations 1947. La victoire de l'équipe d'Irlande à Lansdowne Road est la plus large victoire de l'Irlande sur l'Angleterre sur un score de 22-0 jusqu'à 2007 et la victoire 43-13 du XV du Trèfle à Croke Park. Con Murphy est le capitaine du match contre les Anglais, c'est le seul joueur irlandais à être capé avant et après la Seconde Guerre mondiale.

## Statistiques en équipe nationale
- 5 sélections en équipe d'Irlande de 1939 à 1947
- Sélections par année : 3 en 1939, 2 en 1947
- Participation à un Tournoi britannique en 1939
- Participation à un Tournoi des Cinq Nations en 1947